# 沙坪镇 (贞丰县)
沙坪镇，是中华人民共和国贵州省黔西南布依族苗族自治州贞丰县下辖的一个乡镇级行政单位。
2013年11月16日，贵州省人民政府批复同意撤销沙坪乡建制，设置沙坪镇，镇人民政府驻沙坪村。

## 行政区划
沙坪镇下辖以下地区：
沙坪村、尾列村、者索村、大寨村、顶烘村、这年村、尼罗村、里怀村、破岩村、尾俄村、龙论村、者砍村、金山村和烂泥沟村。